# Денис Алибек
Денис Алибек (на румънски: Denis Alibec) е румънски футболист от кримотатарски произход, нападател. От 2017 г. играе за Стяуа (Букурещ). Има 7 мача и 1 гол за националния отбор на Румъния. През 2016 г. е избран за футболист на годината в своята страна.

## Клубна кариера
Алибек започва кариерата си в юношеските формации на Калатис Мангалия, преди през 2006 г. да премине в школата на Стяуа (Букурещ). След кратък престой в Стяуа, става част от юношите на Фарул (Констанца). Дебютира за първия тим на 27 септември 2008 г. В дебютния си сезон Алибек записва 18 мача, в които вкарва 2 попадения. Младокът привлича вниманието на Интер Милано и Ливърпул.
През юли 2009 г. подписва договор за 4 сезона с Интер. През сезон 2009/10 играе за Примаверата на „нерадзурите“, като участва в 20 мача и вкарва 6 попадения. В Серия А дебютира на 21 ноември 2010 г. в мач срещу Киево Верона, когато влиза като резерва на мястото на Джонатан Биабиани. Алибек влиза като резерва в още един мач през сезона – в двубоя с Лацио две седмици след дебюта си. За Примаверата записва 16 мача и 10 гола през сезон 2010/11.
През 2011 г. е даден под наем на белгийския Мехелен. Престоят в Белгия обаче не се оказва успешен за Алибек, който се разписва само веднъж в 11 изиграни двубоя. През сезон 2012/13 играе под наем във Виторул, където получава повече игрова практика. Отборът завършва едва на 13-о място в румънската Лига 1, а Алибек играе в 23 срещи и вкарва 5 попадения. Следва престой в Болоня, където записва само 1 мач. Алибек влиза в последния минути в мач с Ювентус, загубен от „джалоросите“ с 0:2.
В началото на 2014 г. подписва с Астра Гюргево. Нападателят бързо става жизненоважен за тима, като в първите си 9 мача вкарва 5 гола. Алибек изиграва основна роля за спечелването на първата шампионска титла в историята на Астра през сезон 2015/16, като вкарва 20 гола в 33 мача във всички турнири. С Астра записва мачове и в Лига Европа. В края на 2016 г. е избран за футболист на годината в Румъния.
През 2017 г. е закупен от Стяуа (Букурещ) за 2 млн. евро. Дебютира на 5 февруари в мач с ЧФР Клуж, в който вкарва гол от дузпа.

## Национален отбор
Между 2007 и 2012 г. играе за различните младежки гарнитури на Румъния. Дебютира за първия тим на националния отбор на 11 октомври 2015 г. в евроквалификация срещу Фарьорските острови. Първия си гол вкарва в контрола срещу Украйна през май 2016 г. Алибек попада в състава на Ангел Йорданеску за Евро 2016 и играе в откриващия мач срещу Франция.

## Успехи
- Суперкупа на Италия – 2010
- Световно клубно първенство – 2010
- Румънска Лига 1 – 2015/16
- Купа на Румъния – 2013/14
- Суперкупа на Румъния – 2014, 2016
- Футболист на годината в Румъния – 2016